# Jorge Kadú
Jorge Paulo Lima Alves (sinh ngày 10 tháng 4 năm 1991 ở Mindelo), hay Kadú, là một cầu thủ bóng đá người Cabo Verde thi đấu choAcadémica Lobito.

## Danh hiệu
with Zawisza Bydgoszcz
- Polish SuperCup Vô địch (2014)
- Cúp bóng đá Ba Lan Vô địch (2013-14)